# Nebeneintragung
Eine Nebeneintragung ist jede weitere Eintragung in einen Bibliothekskatalog, die zusätzlich zur Haupteintragung erfolgt. Nebeneintragungen hatten in den Zeiten des Zettelkatalogs den Sinn, ein Werk nicht nur auf einer einzigen Katalogkarte, sondern auf mehreren Katalogkarten auffindbar zu machen. Die doppelten Katalogkarten wurden an verschiedenen Stellen des alphabetischen Katalogs einsortiert. So konnte ein bestimmtes Werk beispielsweise nicht nur unter seinem Titel, sondern auch unter dem Namen eines Autors gefunden werden.
Nach den im deutschen Sprachraum verwendeten RAK besteht eine Nebeneintragung genau wie die Haupteintragung aus der Einheitsaufnahme, bekommt zusätzlich aber noch einen neuen Kopf. Katalogkarten mit Nebeneintragungen werden nach ihrem neuen Kopf einsortiert.
| Holzwarth, Werner Vom kleinen Maulwurf, der wissen wollte, wer ihm auf den Kopf gemacht hat / Werner Holzwarth. Ill.: Wolf Erlbruch. – Miniaturausg., 26. Aufl. – Wuppertal : Hammer, 2009. – [14] Bl. : überw. Ill. (farb.) ; 11,5 cm ISBN 123-456-789 fest geb. : 5,00 NE: Holzwarth, Werner; Erlbruch, Wolf [Ill.] |